# غريغ تايلور
غريغ تايلور (بالإنجليزية: Greg Taylor)‏ (5 نوفمبر 1997 بغرينوك في المملكة المتحدة - ) هو لاعب كرة قدم بريطاني في مركز الدفاع.

## مسيرته الكروية
لعب غريغ تايلور خلال مسيرته الاحترافية مع ناديين في ستة مواسم وسجل خلالها هدفًا واحدًا ضمن 123 مباراة. ولم يفز بأي موسم بالكأس وفاز في موسم واحد بالدوري.
خاض غريغ تايلور مسيرته مع نادي كيلمارنوك في موسم 2015–16 ليلعب معه خمسة مواسم، مشاركًا في 111 مباراة سجل خلالها هدفًا واحدًا. ثم انتقل إلى نادي سلتيك في موسم 2019–20 لمدة موسم واحد، حيث شارك في 12 مباراة ولم يسجل أي هدف.

## وصلات خارجية
- غريغ تايلور على موقع الاتحاد الأوربي (الإنجليزية)
- غريغ تايلور على موقع الاتحاد الإسكتلندي (الإنجليزية)
- غريغ تايلور على موقع قاعدة بيانات كرة القدم.إي يو (الإنجليزية)
- غريغ تايلور على موقع ناشيونال فوتبول تيمز (الإنجليزية)
- غريغ تايلور على موقع Soccerbase.com (لاعب) (الإنجليزية)
- غريغ تايلور على موقع Soccerway.com (الإنجليزية)
- غريغ تايلور على موقع عالم كرة القدم.نت (الإنجليزية)